# 와카쓰키 야마토
와카쓰키 야마토(일본어: 若月 大和, 2002년 1월 18일~)는 일본의 축구 선수이다.

## 구단 경력
2019년 J1리그의 쇼난 벨마레에 입단하였다. 2020년부터 2021년까지 FC 시옹에서 뛰었다. 2024년 J2리그의 레노파 야마구치 FC로 이적했다.

## 국가대표팀 경력
그는 2019년 FIFA U-17 월드컵에 참가할 일본 U-17 국가대표팀에 발탁되었으며, 4경기에 출전, 2득점을 넣었다.